# Passerina ciris
Il papa della Louisiana (Passerina ciris Linnaeus, 1758) è un uccello appartenente alla famiglia dei Cardinalidae diffuso nell'America centro-settentrionale. 

## Descrizione

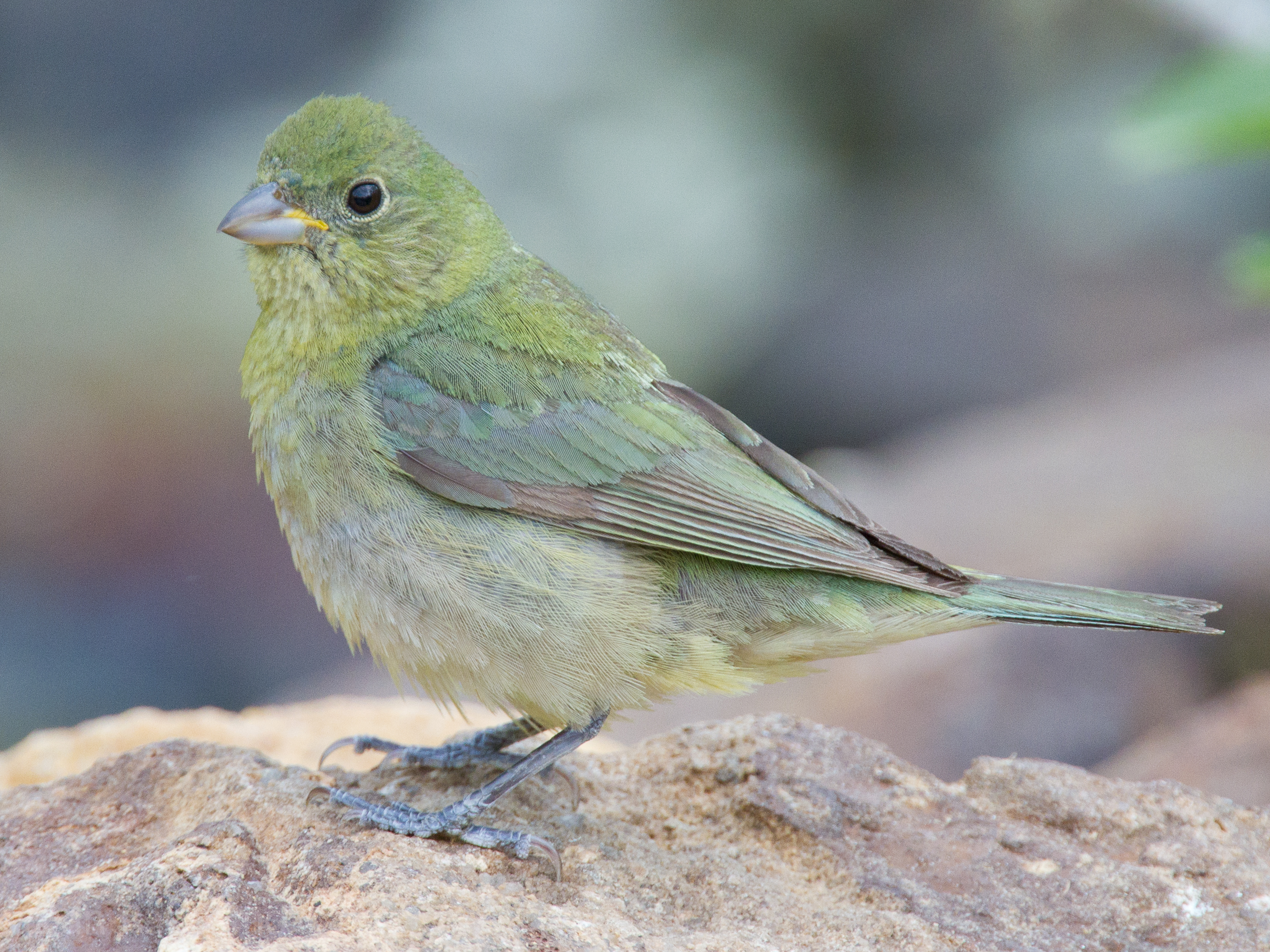
Femmina di P. ciris

Il papa della Louisiana misura circa 13 cm di lunghezza e presenta un accentuato dimorfismo sessuale: il maschio è infatti assai variopinto, con il ventre di un rosa acceso, il groppone verde e la testa blu, mentre la femmina, similmente a quella di altre specie affini, ha una colorazione verde e brunastra assai meno appariscente per essere meno facilmente individuabile dai predatori durante la nidificazione e la cova.

## Biologia
La specie è tendenzialmente schiva. Si nutre di semi e di insetti. Il nido, a forma di coppa, è costituito da erba e ramoscelli e imbottito con materiale soffice. Viene costruito su cespugli e arbusti, generalmente ad altezza media.

## Distribuzione e habitat
È un uccello migratore che nidifica negli Stati Uniti sud-orientali e in Messico. Trascorre l'inverno in vari paesi dell'America centrale, compresi quelli insulari di Cuba, Bahamas e Giamaica, oltre che in Florida. Frequenta diversi tipi di habitat.